# MCipollini

Logo de la marque.

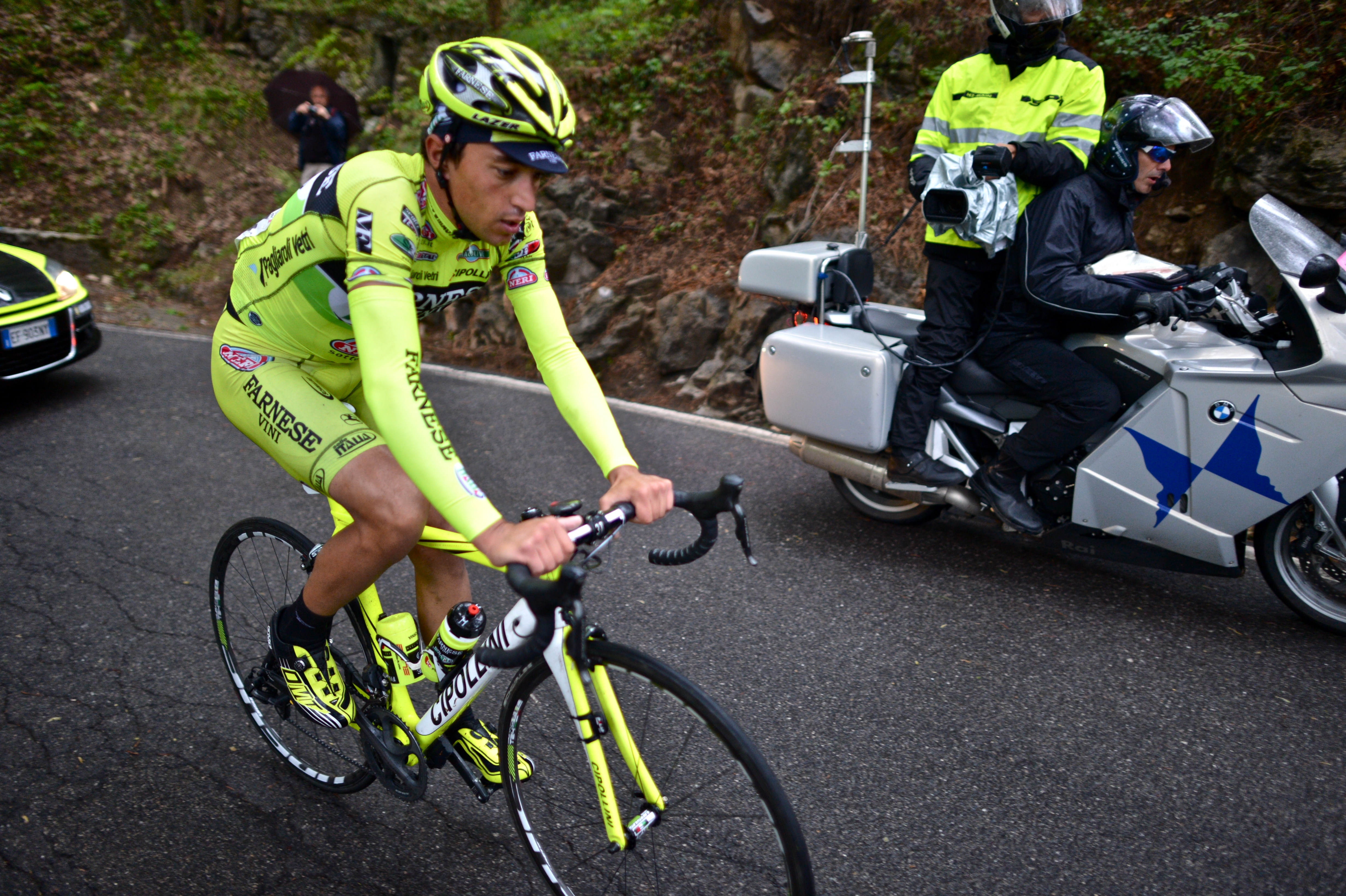
Matteo Rabottini sur un vélo de l'entreprise en 2012

MCipollini est un fabricant et équipementier cycliste basée à Sorgà, en Italie, reconnu principalement pour ses cadres.
La production se déroule entièrement en Italie avec des usines à Vérone, Milan, Venise, Pise et Florence.

## Histoire
La société a été fondée en 2009 par Mario Cipollini avec l'aide des entreprises DMT et Giordana.
Mcipollini équipe l'équipe féminine professionnel MCipollini Giordana Team et depuis 2010 l'équipe Farnese Vini.
Les coureurs plus connus qui ont couru sur un vélo de l'entreprise sont Giovanni Visconti, Filippo Pozzato, José Rujano, Oscar Gatto et Andrea Guardini.

## Modèles

### Route
- Bond[2]
- RB1000
- RB800
- Lógos

### Chrono
- Speed

## Sponsoring
- 2010 ISD-Neri[3]
- 2011 Farnese Vini-Neri Sottoli
- 2012 Farnese Vini-Selle Italia
- 2013 Vini Fantini[4], Bardiani-CSF Inox[5]